# 886
886(팔백팔십육)은 885보다 크고 887보다 작은 자연수다.

## 수학
- 합성수로, 그 약수는 1, 2, 443, 886이다. 진약수의 합은 446이므로, 886은 부족수다.
  - 265번째 반소수다. 앞의 반소수는 879, 다음 반소수는 889다.
- {\displaystyle 886=10^{2}+13^{2}+16^{2}+19^{2}}
  - 공차가 3인 네 자연수의 제곱합으로 나타낼 수 있는 가장 큰 세 자리 수다. 이 성질을 지닌 앞의 수는 774, 다음 수는 1006이다.
- {\displaystyle 35^{13}-1}은 886으로 나누어떨어진다.

## 과학
- NGC 886: 카시오페이아자리 방향에 있는 산개성단.

## 교통
- 886번 홋카이도도(일본어판)

## 군사
- 886 해군 항공대(영어판): 과거 존재한 영국의 해군 항공대.

## 문화유산
- 대한민국의 보물 제886호: 황자총통

## 작품
- 〈886〉: 홍콩의 가수 쉐카이치의 곡. (2005년 1월 17일 출시)

## 기타
- 연도: 886년, 기원전 886년